# TrackMania
TrackMania је серија тркачких игара за Microsoft Windows, PlayStation 4, Xbox One, Nintendo DS и Wii коју су развили Nadeo и Firebrand Gamesw . Уместо да прате уобичајени тренд избора аутомобила и стазе за играње игре, у TrackMan-ији играчи могу да направе сопствене нумере користећи процес „грађевинског блока“ сличан играма које су постојале пре прве ТрацкМаниа игре, као што је игра из 1984. Excitebike, игра Racing Destruction Set из 1985. и игра Stunts из 1990. године.
Trackmanije игре обично имају формат вожње на хронометар, са медаљама које се додељују за превладавање постављених времена у режиму за једног играча, као и могућност слања времена на различите онлајн ранк-листе. Играчи могу изабрати да се поново повуку (пензионишу) у било ком тренутку, на пример ако слете наопачке, напусте стазу или лоше почну. Трке за више играча раде као истовремене вожње на хронометар; аутомобили играча су видљиви на истој стази у исто време, али не могу физички да комуницирају једни са другима .

## Игре
| 2003 | TrackMania                                                        |
| 2004 | TrackMania: Power Up!                                             |
| 2005 | Trackmania Sunrise Trackmania Original Trackmania Sunrise eXtreme |
| 2006 | Trackmania Nations ESWC Trackmania United                         |
| 2007 |                                                                   |
| 2008 | Trackmania United Forever Trackmania Nations Forever              |
| 2009 |                                                                   |
| 2010 |                                                                   |
| 2011 | TrackMania²: Canyon                                               |
| 2012 |                                                                   |
| 2013 |                                                                   |
| 2014 |                                                                   |
| 2015 |                                                                   |
| 2016 | TrackMania Turbo                                                  |
| 2017 | TrackMania²: Lagoon                                               |
| 2018 |                                                                   |
| 2019 |                                                                   |
| 2020 | Trackmania                                                        |

### TrackMania Nations (Electronic Sports World Cup)
На 27. јануара 2006. Надео је објавио TrackMania Nations, такође названу TrackMania Nations ESWC, делимично као промоција за Светско првенство у електронским спортовима, а такође и за саму TrackMania . Ова бесплатна, самостална игра имала је једно ново окружење, "Stadium", и многе функције издања Sunrise, укључујући рекламне панеле, који приказују огласе спонзора који се стримују са интернета. Игра садржи 100 нумера за једног играча, од којих су раније биле релативно једноставне и по дизајну и по игри, али је углавном представљена као онлајн игра. Једна од главних атракција је табла лидера, где се играчи такмиче за најбоља времена и бодове. Пет најбољих играча се може видети на почетној страници игре. Nations су брзо постале популарне са скоро милион регистрованих онлајн играча у року од неколико недеља од његовог лансирања ), углавном због широке доступности бесплатне игре.

### TrackMania United
Дана 30. јуна 2006. објављена је TrackMania United, верзија која је објединила сва претходна издања TrackMani-je у једну игру која укључује сва окружења из ранијих игара, а касније и будуће наставке серије. TrackMania United има систем пеер-то-пеер умрежавања који омогућава играчима да лакше деле прилагођени садржај и јединствени систем рангирања. Ажурирани графички механизам укључује систем убрзања мапирања сенки, који се користи у најновијој верзији Stadium -а. Нови мотор омогућава реалистичније сенке на врхунским системима, док окружење Stadium има дупло већи број блокова представљених у бесплатној верзији, укључујући земљане стазе, воду и унутрашње делове.
Focus је 9. новембра 2006. објавио да се 10.000 примерака TrackMania United може купити и унапред учитати на мрежи, а затим активирати од 16. новембра 2006. надаље. Игра је постала доступна у малопродајним објектима у Француској, Канади, Аустралији, Белгији, француском говорном подручју Швајцарске и Русије касније 2006. године, затим 23. фебруара 2007. у Немачкој, затим 9. марта 2007. и касније у другим регионима.
Игра је доступна у Великој Британији и доступна у САД путем преузимања за 49,99 долара 23. марта 2007. и 39,99 долара 17. априла 2007.  Од 7. септембра 2007. игра је доступна за 29,95 долара.  Доступан је за претпродају и пре-лоад на Steam -у 7. јуна 2007. и откључан 14. јуна 2007. 
Играчи који су претходно купили TrackMania или TrackMania: Sunrise могу да зараде дневни бакарни бонус у TrackMania United регистрацијом својих кључева производа кроз игру.
TrackMania United Forever је ажурирана верзија TrackMania United која садржи седам окружења и потпуно нови медиатрацкер. Објавио га је Focus Home Interactive, а развио Надео и има сличан изглед као TrackMania Nations Forever . Доступна су четири главна режима: „Трка“, „Штаскање“, „Платформа“ и „Слагалица“, као и све нумере из TrackMania Nations .

### TrackMania United Forever & Nations Forever
7. октобра 2007. Надео је објавио да раде на ажурираним верзијама TrackMania United и TrackMania Nations . Обе нове верзије су додале Forever свом имену и компатибилне су са мрежом. TrackMania Nations Forever укључује нове блокове стадиона и систем физике уведен у TrackMania United, који омогућава играчима TrackMania United Forever и TrackMania Nations Forever да се такмиче на истим (Stadium) серверима.
Надео је изјавио да због тога што желе да игра има дуг животни век, раде на мотору и корисничком интерфејсу уместо да додају нови садржај. TrackMania United Forever, на пример, више не захтева да ЦeДe буде у драјву због различитих система заштите од копирања и система против варања. Они такође упозоравају играче да неке функције можда нису коначне верзије. 
TrackMania United Forever је објављена 15. априла 2008.  са бесплатном варијантом TrackMania Nations Forever објављеном следећег дана. 
Од 9. децембра 2010, након затварања компаније која се користила за оглашавање у игрици,  Надео је у игру увео систем „FreeZone“.  То је значило да су играчи Nations Forever-а могли да играју само на одређеним FreeZone серверима или нормалним серверима које су ручно додали на своју листу фаворита у игри.  Поред тога, играчи Nations Forever-а били су приморани да посматрају сваку од пет трка.  Ове промене су направљене као подстицај за играче да пређу на плаћени TrackMania United Forever јер Nadeo више није могао да зарађује од оглашавања у игри. 
Постојали су и планови за додавање додатних окружења Toy и Moon, али су они укинути.

### TrackMania: Build to Race
Дана 30. јуна 2009. jeuxvideo.com је у интервјуу са једним од програмера најавио TrackMania игру за Wii, под називом TrackMania Wii . Игра садржи сва окружења из TrackMania United -а осим "Bay", због сложености њеног пејзажа. Игра је требало да буде објављена у Северној Америци под називом TrackMania: Build to Race 20. јула 2010., али је 19. јула 2010. Мајкл Мота из Dreamcatcher Interactive, издавач TrackMania Wii, рекао за Examiner : „Објавили смо главни продавци на мало о кашњењу TrackMania; нисам сигуран зашто то није промењено. Утакмица је одложена до децембра." Игра је коначно изашла у Северној Америци 24. марта 2011. Има примитивнији систем играња на мрежи од ПЦ линије игара и такође јединствено има посебну "F" класу нумера које се откључавају након што се акумулира одређена количина медаља.
Ажурирани датум објављивања Wii-ја на Nintendo веб локацији за верзију у Великој Британији коју је објавила Focus Home INteractive наведен је као 23. септембар 2010.  Игра је објављена у Европи као TrackMania .

### TrackMania2

#### TrackMania2: Canyon
Као и претходне TrackMania игре, играчи могу да се тркају на стазама док раде различите вратоломије, као и да граде сопствене стазе. Игра садржи ново окружење, Canyon, као и два режима, Раце и Платформ. Режим платформе је представљен у бесплатном пакету додатака, TrackMania 2 : Platfrom.
Поред новог окружења, игра укључује и режим подељеног екрана, а ради се и на новом „ManiaScript“-у који би требало да помогне играчима да додају своје нове функције у игру.TrackMania

#### TrackMania 2: Stadium
TrackMania 2 : Stadium је најављен 2. новембра 2012. Ово окружење је отворено за јавност отвореном бета 27. фебруара 2013. године. Игра садржи класично окружење стадиона које је представљено у TrackMania Nations . Дошло је до неких побољшања графике и користи ManiaPlanet клијент и интерфејс. Игра је објављена 20. јуна 2013.

#### TrackMania2: Valley
TrackMania 2 : Valley је објављена 2. новембра 2012. Ово окружење постало је доступно на ManiaPlanet-у 4. јула 2013.

#### TrackMania2: Lagoon
TrackMania 2 : Lagoon је најављен 9. маја 2017. Ово окружење постало је доступно на ManiaPlanet-у 23. маја 2017. Са овим окружењем пренетим из TrackMania Turbo (2016), ManiaPlanet је добио велико ажурирање под називом „ManiaPlanet 4“.

### TrackMania Turbo(2016)
Најављен на Ubisoft-овој Е3 2015 конференцији, TrackMania Turbo је спин-офф у великој мери инспирисан аркадним тркачима из 90-их. Игра је објављена у Северној Америци 22. марта 2016. за PlayStation 4 и Xbox One и 24. марта 2016. за Microsoft Windows. 

### TrackMania (2020)
Ремаке TrackMania Nations је најављен за Microsoft Windows 29. фебруара 2020. и требало је да буде објављен 5. маја 2020. године, али је одложен до 1. јула 2020. због пандемије Ковида-19 . 
Основна игра је бесплатна за играње, са додатним садржајем који је доступан уз модел плаћене претплате, укључујући уређивач нумера у игри, онлајн догађаје и прилагођавање аутомобила. 

## Окружење
Истакнута окружења серије игара су „Desert“ (позната и као „Speed“), „Rally“, „Snow“ (позната и као „Alpine“), „Bay“, „Coast“, „Island“, „Stadium“, "Canyon", "Valley" и "Lagoon".

## Пријем
Шаблон:Video game series reviewsЗбог успеха серије Trackmania, Гинисова књига рекорда доделила је играма шест светских рекорда у Guinness World Records: Gamer's Edition 2008 . Ту спадају „Највећа онлајн трка“, „Најпопуларнији онлајн тркачки сим“ и „Највећа база садржаја било које тркачке игре“, са стотинама хиљада стаза које су креирали корисници и стотинама јединствених аутомобила доступних за преузимање. 

## Систем заштите од копирања
PC игре из серије TrackMania користиле су систем заштите од копирања под називом StarForce, који је тихо инсталирао драјвер са свим верзијама TrackMania Original, TrackMania Sunrise и оригиналне TrackMania Nations . Многи извори су лажно известили да је TrackMania Nations ажурирала StarForce драјвере само ако су већ инсталирани, иако су верзије објављене после 28. маја 2007. инсталирале StarForce драјвере на свим рачунарима иако је TrackMania Nations бесплатна. Оригинална TrackMania United садржи StarForce ограничења уграђена у извршну датотеку за проверу софтверског кључа, али не инсталира драјвер.
Иако га је Valve првобитно укључио у систем, 29. јуна 2007. компанија је објавила да верзија TrackMania United дистрибуирана преко њихове Steam платформе за дигиталну дистрибуцију више неће укључивати StarForce. 
TrackMania United Forever и TrackMania Nations Forever не укључују StarForce. Ако се примењују као надоградње на верзију TrackMania United или TrackMania Nations која укључује StarForce, они покушавају да је уклоне.

## Спин-офф
Како су TrackMania игре постале популарне, Nadeo је започео планове за две потпуно нове игре; наиме, започели су рад на игрању улога и пуцачинама из првог лица . Они су први пут најављени 2009. кроз TrackMania United Forever, где је екран за учитавање играча замењен сликама које најављују или Shootmania или QuestMania <i id="mwASg">.</i>   19. фебруара 2012. Nadeo је званично најавио ShootMania .  Дана 10. априла 2013. Nadeo је објавио ShootMania на Maniaplanet-у. Међутим, QuestMania никада није објављена до данас.